# 姜成英
姜成英（1973年12月—），甘肃陇南人，汉族，无党派人士。中华人民共和国政治人物、第十三届全国人民代表大会甘肃省代表。

## 生平
2018年，姜成英被选为甘肃省出席第十三届全国人民代表大会代表。